# Athetis crenulata
Athetis crenulata là một loài bướm đêm trong họ Noctuidae.